# صالح اليوسفي
صالح اليوسفي (كانون الثاني/يناير 1918 - 25 حزيران/يونيو 1981م) سياسي كردي عراقي ووزير سابق وأحد الأعضاء البارزين في الحزب الديمقراطي الكردستاني في العراق. كان اليوسفي أحد الأعضاء المؤسسين لجمعية بروسك في سنة 1936 كما كان أحد الأعضاء المؤسسين للحزب الديمقراطي الكردستاني في سنة 1946. ثم أصبح مسؤولاً عن الفرع الخامس للحزب الديمقراطي الكردستاني بعد قيام انقلاب 14 تموز/يوليو سنة 1958 م. وفي سنة 1967 ترأّس صحيفة التآخي الناطقة باسم الحزب الديمقراطي الكردستاني، وبعد إعلان بيان 11 آذار/مارس سنة 1970 تقلّد عدداً من المناصب السياسية منها وزير الدولة ونائب رئيس جمعية الصداقة والتعاون العراقية السوفيتية ورئيس اتحاد الأدباء والكتاب الكرد وعضو مجلس السلم والتضامن العراقي وغيرها من المناصب السياسية في العراق. وبعد التوقيع على اتفاقية الجزائر بين العراق وإيران في سنة 1975 وصل به المطاف ليستقر في مدينة بغداد. وفي شهر أيار/مايو من سنة 1976م قام اليوسفي بتأسيس الحركة الاشتراكية الديمقراطية الكردستانية. اُغتيل اليوسفي بواسطة طرد بريدي مفخخ أُرسل إليه في مقر إقامته بمدينة بغداد في 25 حزيران/يونيو من سنة 1981 م.

## نشأته

صالح اليوسفي مع ابنه المهندس شيرزاد

ولد صالح عبد الله نجم الدين طه اليوسفي في بلدة بامرني الواقعة في محافظة دهوك بإقليم كردستان العراق في شهر كانون الثاني/يناير من سنة 1918 (1336 هـ) وهو الابن الثالث والأصغر من بين إخوته بعد أختيه عائشة وأسماء. َوقد توفيّ َوالده بعد ولادته بعدة شهور.
أكمل اليوسفي دراسته الابتدائية في بلدته بامرني، وأرسلته أسرته إلى بغداد ليكمل فيها دراسته الثانوية في ثانوية آل البيت وبعد تخرّجه منها عام 1938م عُيّن مدرساً في بلدة حرير.
ثم توجّه مرة أخرى إلى العاصمة بغداد وذلك لإكمال دراسته في كلية (دار العلوم - الشريعة) سنة 1942 وحصل على درجة الامتياز وهو ما أدى إلى فوزه ببعثة إلى جامعة الأزهر في مصر ولكنه اضطر للتنازل عن البعثة لظروف مادية وليعيل أفراد أسرته.
عُيِّنَ اليوسفي بعدها كاتبا في محكمة مدينة الموصل. تزوج صالح اليوسفي من لطيفة عبد الله السليفاني في سنة 1948 وأنجب منها ستة أولاد وهم نارين وشيرزاد ولاوين وهافين وزوزان وتورين. في عام 1949 نُقِلَ صالح اليوسفي إلى مدينة سنجار أحد الأقضية التابعة لمحافظة نينوى حيث عمل كاتباً أول في المحكمة. وفي سنة 1954 نُقل مجددا إلى محكمة زاخو وبقي هناك حتى عام 1958 حيث نُقل من مدينة زاخو إلى مدينة الموصل وعُيّن مديرا لأموال القاصرين بها.

## بدايات العمل السياسي
أثارت حادثة مقتل الملك غازي بعد اصطدام سيارته بعمود كهربائي في يوم 4 نيسان/أبريل من سنة 1939 عمّت العراق مظاهرات واحتجاجات عارمة وهذا ما دفع مجموعة من الشبّان من بينهم اليوسفي على تأسيس جمعية سياسية كردية سرية باسم بروسك (الصاعقة). ومن بين هؤلاء المؤسيسين للتنظيم السري: حمزة عبد الله، أكرم رشيد، شفيق سعدالله، صديق أتروشي وحسني زاخويي. وفي الوقت نفسه وفي مدينة أربيل تأسست منظمة داركه ر (ومعناها بالعربية الحطاب) ثم تطورت بعد ذلك وأصبحت حزبا يدعى باسم حزب هيوا (الأمل). وبعدها تمكّن الحزب الجديد من فتح فرع له في مدينة الموصل وكان ذلك في عام 1942 ويعود الفضل في ذلك من مجموعة من الشبان المتحمسين والذين كان أغلبهم من مؤسسي جمعية بروسك وكان اليوسفي له دور بارز في ذلك. بعدها ونتيجة للخلافات والانشقاقات التي حصلت في حزب هيوا تم حل الحزب في عام 1944 م. وفي مطلع سنة 1945 قام اليوسفي مع مجموعة من رفاقه بتأسيس حزب جديد سمي باسم حزب رزكاري كردستان (ومعناها بالعربية تحرر الكرد). وقد لعب اليوسفي دورا بارزا في نشر أفكار ومبادئ هذا الحزب. وعلى الرغم من أن تأسيس هذا الحزب كان على أساس قومي إلا أنه سرعان ما دبّت الخلافات بين القياديين في الحزب بسبب الاختلافات الفكرية والسياسية بينهم وبذلك عقد مؤتمر عام قرر بالإجماع حل الحزب وتأسيس حزب جديد بدلا منه فكان تأسيس حزب شورش وهو كان النواة الأولى لتأسيس الحزب الديمقراطي الكردستاني وكان صالح اليوسفي من الأوائل المؤسسين لهذا الحزب الجديد.
وتجدر الإشارة إلى أن اليوسفي كان أول شاعر عراقي نظّم قصيدة ضد الشركات الأجنبية المحتكرة للنفط في العراق فجاءت قصائده تحت عنوان (أجيج النيران المتوهجة) في سنة 1942 م.

## تأسيس الحزب الديمقراطي الكردي
في مدينة بغداد وبالتحديد في 16 آب/أغسطس سنة 1946 عقد المؤتمر التأسيسي للحزب الديمقراطي الكردستاني بجهود مجموعة من قياديي وشخصيات الأحزاب الكردية مثل رزكاري، شورش وهيوا. وكان أعضاء المؤتمر نحو 32 مندوبا ممثلين عن الأحزاب الكردية المنحلة بالإضافة إلى بعض المشاركين في المؤتمر بصفة مراقب ممثلين عن الحزب الديمقراطي الكردستاني في إيران وانتخب الأشخاص التالية أسماؤهم لقيادة الحزب:
1. الملا مصطفى البارزاني (رئيسا للحزب).
2. حمزة عبد الله (الأمين العام).
3. الشيخ لطيف الشيخ محمود (النائب الأول للرئيس).
4. كاكه حمه زياد (النائب الثاني للرئيس).
5. مير حاج أحمد.
6. الدكتور جعفر كريم.
7. علي عبد الله.
8. صالح اليوسفي.
9. عبد الكريم تويق.
10. رشيد عبد القادر.
11. رشيد باجلان.
12. الملا سيد حكيم الخانقيني.
13. عوني يوسف.
14. طه محي الدين معروف.
15. عبد الصمد محمد (الاحتياط الأول).

وفي المؤتمر الثالث للحزب الذي عقد عام 1952 تم تغير اسم الحزب إلى الحزب الديمقراطي الكردستاني. كان اليوسفي في معظم فترات مسؤوليته في اللجنة المركزية عضوا في المكتب السياسي للحزب.

## قيام النظام الجمهوري في العراق
شهد يوم 14 تموز/يوليو من عام 1958 سقوط النظام الملكي في العراق وقيام النظام الجمهوري إثر انقلاب قام به مجموعة من الضباظ في الجيش العراقي بقيادة عبد الكريم قاسم. بعد قيام ثورة تموز عاد الملا مصطفى البارزاني إلى العراق من منفاه في الاتحاد السوفيتي. وفي 9 كانون الثاني/يناير من سنة 1960 قدّم الحزب الديمقراطي الكردستاني طلباً للحصول على إجازة رسمية من الدولة بنشاطه وقد ضمت هيئة المؤسسين كل من:
1. الملا مصطفى البرزاني.
2. إبراهيم أحمد.
3. عمر مصطفى.
4. نوري صدق شاويس.
5. علي عبد الله.
6. صالح اليوسفي.
7. ملا عبد الله إسماعيل.
8. حلمي علي شريف.
9. إسماعيل عارف.
10. شمس الدين مفتي.

فأجازت السلطة الحزب الديمقراطي الكردستاني بالعمل علنا وذلك في 9 شباط/فبراير من عام 1960 م. وكان اليوسفي من بين أعضاء اللجنة المركزية للحزب في 15 تشرين الأول/أكتوبر من نفس العام.
أُلقي القبض على اليوسفي في مدينة الموصل بعد الخلافات التي نشبت بين الحزب الديمقراطي الكردستاني وبين الحكومة العراقية آنذاك وأرسل إلى سجن السراي في مدينة بغداد. وفي سنة 1961 م أُعيد اليوسفي إلى سجن الموصل، ثم أطلقت الحكومة العراقية سراح اليوسفي في عام 1962 م.
وبعد شهور من إطلاق سراحه صدر أمر جديد بإلقاء القبض عليه ولكنه اختفى في مدينة بغداد وتولّى مسؤولية الفرع الخامس للحزب الديمقراطي الكردستاني في بغداد وهو متخفِّ عن أنظار الحكومة العراقية. وفي نفس العام أُعيد انتخابه في المؤتمر الخامس في شهر أيار/مايو من عام 1962 عضوا في اللجنة المركزية والمكتب السياسي الديمقراطي الكردستاني.

## نهاية عهد عبد الكريم قاسم
أدت الخلافات حول كيفية تنظيم العلاقة ما بين السلطة المركزية في بغداد وما بين الحركة القومية الكردية الممثلة بالحزب الديمقراطي الكردستاني وإجراءات الحكومة العراقية آنذاك ضد الحركة الكردية إلى تفاقم الأمور بينهما وأدت هذه الأمور بمجملها في نهاية المطاف إلى قيام ثورة 11 أيلول - سبتمبر من سنة 1961 م في مناطق كردستان العراق. وهذا ما جعل الحزب الديمقراطي الكردستاني بأن يتعاون مع انقلابيي 8 شباط سنة 1963 م للإطاحة بنظام عبد الكريم قاسم حيث تم عقد لقاء ما بين صالح اليوسفي وبين أحد أقطاب القوميين المعارضين لنظام عبد الكريم قاسم وهو علي صالح السعدي وذلك في 4 شباط - فبراير من سنة 1963 أي قبل وقوع انقلاب الثامن من شباط بأربعة أيام وقد رافق اليوسفي في هذا الاجتماع السيد شوكت عقراوي.
وفي صبيحة يوم الجمعة المصادف 8 شباط حصل الانقلاب وأطيح بنظام عبد الكريم قاسم وفي مساء اليوم نفسه ذهب صالح اليوسفي يرافقه كل من السادة فؤاد عارف والمهندس شوكت العقراوي إلى بناية الإذاعة العراقية والتي كانت مقرا للمجلس الوطني لقيادة الانقلاب وسلموا إليهم برقية تأييد من الحزب الديمقراطي الكردستاني وقد جاء في البرقية لقد تلاحمت الثورتان، الثورة الكردية والثورة القومية العربية... وقد تهاوت قوى الظلام والشعوبية تحت ضربات الثورة. وقد أبلغ اليوسفي بأمر الملا مصطفى البرزاني بوقف العمليات العسكرية ضد الجيش العراقي على كافة جبهات القتال في كردستان العراق.

## ما بعد انقلاب 8 شباط
بعد نهاية حكم رئيس وزراء العراق الزعيم عبد الكريم قاسم جاء انقلابيو 8 شباط - فبراير واعدين الأكراد باستعدادهم لتحقيق الأفضل لهم وحل قضيتهم سلميا وتلبية مطالب الشعب الكردي. حيث أن الأوضاع السياسية بعد نجاح انقلاب 8 شباط تغيرت في العراق فتم تجميد العمليات العسكرية ضد الأكراد وأُعلِن عن هدنة مؤقتة إلى حين الوصول إلى حل، ووافق الملا مصطفى البارزاني على التفاوض بناء على طلب الرئيس المصري آنذاك الرئيس جمال عبد الناصر والرئيس الجزائري أحمد بن بلا الذين عرضا وساطتهما لحل القضية الكردية سلميا.
واستنادا إلى لقاءات ووعود قادة الانقلاب مع الحركة الكردية المتمثلة بالحزب الديمقراطي الكردستاني للوصول معا إلى حل سلمي فقد تم اختيار اليوسفي ضمن الوفد الكردي المفاوض مع الحكومة العراقية حول القضية الكردية. وفي 19 شباط من نفس العام وصل الوفد الكردي المفاوض إلى مدينة بغداد وقد ضم في عضويته كل من جلال طالباني، صالح اليوسفي وشوكت عقراوي. ومثّل الحكومة العراقية في المفاوضات كل من أحمد حسن البكر الذي كان يشغل منصب رئيس وزراء العراق آنذاك، صالح مهدي عماش وزير الدفاع، طاهر يحيى رئيس أركان الجيش وحردان التكريتي قائد القوة الجوية العراقية.
وجرى التفاهم بين كلا الوفدين -وفد الحكومة العراقية ووفد الحركة الكردية- وتمخّض اللقاء بقرب إعلان الحكم الذاتي. ولكن بوادر الخلافات كانت قد بدأت منذ اليوم الأول من الانقلاب حين اعترض وقتها الرئيس عبد السلام عارف في حديث له مع صالح اليوسفي وبحضور كل من أحمد حسن البكر وعلي صالح السعدي على مضمون برقية التهنئة وطلب بضرورة خلوها من اسم الحزب الديمقراطي الكردستاني ومصطلح الحكم الذاتي بحجة أن تلك المسميات تحرج قادة الانقلاب ولكن اليوسفي أصر حينها على تفنيد مزاعم الرئيس عبد السلام عارف وقال أن ذلك يعزز من مركز القيادة وليس العكس وأن مثل هذا التصور يخيف القيادة الكردية وحزبها وقد يضعها في موقف سلبي إزاء الانقلاب بدلا من موقفها الإيجابي الحالي. وفي 18 آذار/مارس من نفس السنة عقد مؤتمر شعبي في بلدة كويسنجق لبحث علاقات أهداف الحركة الكردية وبعد انتهاء المؤتمر تقرر تشكيل وفد كردي تفاوضي مؤلف من 14 عضوا للتفاض مع الحكومة برئاسة جلال طالباني. وعضوية كل من:
- صالح اليوسفي.
- عبد الحسين فيلي.
- هاشم عقراوي.
- حبيب كريم.
- عكيد صديق العمادي.
- بابكر بشدري.
- رشيد عارف.
- محمد سعيد جاف.
- مصطفى عزيز.
- شوكت عقراوي.

ومثّل المفاوضات من جانب الحكومة العراقية كل من:
- أحمد حسن البكر (رئيس الوزراء).
- صالح مهدي عماش(وزير الدفاع).
- طاهر يحيى (رئيس أركان الجيش).
- حردان التكريتي (قائد القوة الجوية).

جرت المفاوضات في أجواء يسودها شد وجذب من كلا الطرفين. وخلال الاحتفالات بأعياد نوروز في نفس السنة تحدث اليوسفي الذي كان يشغل مسؤول الفرع الخامس للحزب الديمقراطي الكردستاني خلال الاحتفال الذي أقيم بهذه المناسبة في قاعة الخلد في مدينة بغداد عن المفاوضات الجارية بين كلا الطرفين للتوصل إلى حل نهائي. وفي 10 نيسان تم في القاهرة التوقيع على الاتحاد الفيدرالي بين كل من مصر، سوريا والعراق وفي 25 أيار - مايو سافر رئيس الوفد الكردي المفاوض السيد جلال طالباني برفقة وفد حكومي عراقي إلى القاهرة للقاء الرئيس جمال عبد الناصر لكن عبد الناصر تجاهل موضوع الحكم الذاتي ولم يقدّم أي مقترحات حول القضية الكردية في العراق. أدرك رئيس الوفد الكردي المفاوض في القاهرة السيد جلال طالباني أن بقائه هو مجرد مضيعة وقت فقرر العودة إلى إقليم كردستان العراق من دون أن يمر بمدينة بغداد فيما وضعت الحكومة العراقية أعضاء الوفد الكردي المفاوض في بغداد تحت الإقامة الجبرية. وفي يوم 20 أيار أعادت الحكومة العراقية الحصار على مناطق إقليم كردستان، وفي يوم 9 حزيران - يونيو تم اعتقال الوفد الكردي المفاوض في بغداد ومن بينهم صالح اليوسفي.
وفي اليوم التالي أصدرت الحكومة العراقية بيانا تطالب فيه البارزاني وقواته بالاستسلام وإلقاء السلاح خلال 24 ساعة وبدأت الاستعدادت للحملة العسكرية. أما أعضاء الوفد الكردي المفاوض في بغداد ومن ضمنهم صالح اليوسفي فقد طالبوا بالعودة إلى مقر القيادة لمناقشة البيان الحكومي مع القيادة الكردية فوافقت الحكومة في البداية على طلبهم ولكن حينما كان الوفد في طريقه إلى مدينة كركوك تم اعتقالهم من قبل الحكومة العراقية. وفي نفس اليوم بدأت العمليات العسكرية في مناطق إقليم كردستان العراق وتم زج اليوسفي وبقية أعضاء الوفد المرافق في سجن معسكر الرشيد. وتلقى اليوسفي وجميع أعضاء الوفد المفاوض المحتجزين في سجن معسكر الرشيد أنواعاً من التعذيب وقامت الحكومة العراقية بإلقاء القبض على زوجة اليوسفي ومعها طفلتها الرضيعة ونقلوها من زاخو إلى سجن الموصل تاركة أطفالها الأربعة الباقين تحت مسؤولية السيدة فاطمة والدة صالح اليوسفي والتي صعقت بخبر اعتقال زوجة ابنها وحفيدتها. في 10 شباط/فبراير من سنة 1964 تم التوقيع على اتفاقية هدنة مع الحكومة العراقية.
وبعد أربعة أيام من الهدنة تم إطلاق سراح جميع أعضاء الوفد الكردي المفاوض الذين كانوا مسجونين منذ بدء العمليات العسكرية في حزيران من سنة 1963 م.

## انشقاق الحزب

بعد من أن تم الإفراج عن صالح اليوسفي وبقية الوفد الكردي المفاوض تم نقلهم إلى مدينة رانية الواقعة في محافظة السليمانية. أحدث قرار الملا مصطفى البارزاني بإيقاف القتال مع الحكومة العراقية أسى وذهولا واستنكارا شديدا لدن القيادة المدنية للحزب الديمقراطي الكردستاني والتي أعلنت أن الملا مصطفى البارزاني أوقف القتال من دون أن يحصل على أي شيء من الحكومة العراقية. كان صالح اليوسفي يحاول حينها رأب الصدع الذي أصاب الحزب وإصلاح ذات البين لتجنيب الحركة الكردية آثار ومخاطر هذا الانشقاق. وفي 4 نيسان من نفس العام عقد السيد إبراهيم أحمد مؤتمرا حضره 67 مندوبا من جميع فروع الحزب دون أن تتم دعوة البارزاني وتمخض هذا المؤتمر عن قرار تجريد الملا مصطفى البارزاني من صلاحياته كرئيس للحزب ولكن المفاجئة بالنسبة للمكتب السياسي للحزب كانت بتأييد القيادات العسكرية في الحزب لموقف البارزاني بوقف القتال ماعدا قيادة الطالباني عضو المكتب السياسي.
في الأول من شهر تموز/يوليو من نفس السنة عقد الملا مصطفى البازاني في بلدة قلعة دزة المؤتمر السادس للحزب الديمقراطي الكردستاني وخلال المؤتمر أُعيد انتخاب البارزاني رئيسا للحزب وتم طرد حوالي 14 عضوا من أعضاء المكتب السياسي واللجنة المركزية باستثناء عضوين هما صالح اليوسفي وشوكت العقراوي. وتم في هذا الاجتماع انتخاب حبيب محمد كريم سكرتيرا للحزب ومحمود عثمان، محمد أمين علي، هاشم عقراوي وعلي سنجاري أعضاء في المكتب السياسي كما انتخب كل من صالح اليوسفي، نعمان عيسى، عكيد صديق، يدالله عبد الكريم، شيخ محمد هرسين، بابا طاهر شيخ جلال، عمر شريف، عزيز عقراوي، مصطفى قرداغي، إسماعيل ملا عزيز، فؤاد جلال، ورمضان عقراوي أعضاءً في اللجنة المركزية كما قرر المؤتمر إرسال مذكرة إلى الحكومة العراقية مطالبين بالحكم الذاتي.
وفي شهر تشرين الثاني/نوفمبر من سنة 1964 م أرسلت القيادة الكردية وفدا إلى مدينة بغداد ضم في عضويته كلاً من السادة صالح اليوسفي، عكيد صديق وشوكت عقراوي وأجروا مفاوضات مع مسؤولي الحكومة العراقية وقدموا إلى الحكومة العراقية مذكرة من قيادة الحزب الديمقراطي الكردستاني فجاء رد الحكومة العراقية على المذكرة المقدمة في 11 شباط من سنة 1965 وعلى لسان وزير الداخلية العراقي وتم فيها رفض مطالب قيادة الحزب الديمقراطي الكردستاني بما يتعلق بمسألة الحكم الذاتي للأكراد والاحتفاظ بقوات البيشمركة الكردية.

## تولي عبد الرحمن عارف الرئاسة
في شهر نيسان/أبريل بدأت المعارك من جديد بين الحكومة العراقية والحركة الكردية المتمثلة بالحزب الديمقراطي الكردستاني وفي هذه الأثناء تعرضت أسرة اليوسفي للنفي من قبل الحكومة العراقية إلى بلدة الشرقاط التابعة لمحافظة نينوى وكان هذا في بداية صيف ذلك العام، كما تم فصل زوجة اليوسفي من وظيفتها حيث كانت تعمل معلمة.
في يوم 14 نيسان/أبريل من سنة 1966 لقي الرئيس العراقي عبد السلام عارف مصرعه بعد أن سقطت مروحيته في رحلة داخلية في محافظة البصرة جنوب العراق، فتولّى شقيقه عبد الرحمن عارف منصب رئاسة الجمهورية في 16 نيسان من نفس العام. بدأ رئيس الوزراء العراقي السيد عبد الرحمن البزاز بمفاوضات مع القيادة الكردية وأرسل وفدا إليها للإعراب عن رغبة الحكومة العراقية في الدخول في مفاوضات فاستجابت القيادة الكردية المتمثلة بالحزب الديمقراطي الكردستاني لرغبة الحكومة العراقية وأرسلت في 22 حزيران/يونيو من نفس السنة إلى بغداد وفدا ضم في عضويته حبيب عبد الكريم رئيسا للوفد وعضوية كل من اليوسفي، محسن دزيي، علي عبد الله وآخرون. وبعد مفاوضات مستمرة بين كلا الطرفين تم التوصل إلى اتفاق في يوم 29 حزيران من نفس السنة يضمن تلبية الكثير من مطالب الحركة الكردية. ولكن مع مرور الوقت أخذت الأمور تتعقد تدريجيا بين الحكومة العراقية والحزب الديمقراطي الكردستاني وجرت بين البزاز واليوسفي مراسلات كثيرة بهذا الخصوص وكان اليوسفي يؤكد للبزاز أن ماتم إعلانه في يوم 29 حزيران هو اتفاق وليس بيان حكومي وتحتفظ القيادة الكردية بنسخة منه. وقد ذكر اليوسفي على أن الاتفاق كان يحتوي على ثلاثة بنود غير معلنة وهذه البنود هي:
.
1. استحداث محافظة كردية باسم محافظة دهوك.
2. العفو العام عن السجناء السياسيين.
3. إجازة الحزب الديمقراطي الكردستاني ليمارس نشاطه بصورة قانونية داخل العراق.

انعقد المؤتمر السابع للحزب الديمقراطي الكردستاني في منتصف شهر تشرين الثاني/نوفمبر من سنة 1966 وتم انتخاب اللجنة المركزية فكان اليوسفي من ضمنها أيضا. في تلك الفترة ساد الهدوء والسلام بين الحكومة العراقية والحزب الديمقراطي الكردستاني وعكس هذا الهدوء الزيارات المتبادلة بين القيادتين العراقية والكردية المتمثلة بالحزب الديمقراطي الكردستاني. وبدأ الجانبان تنفيذ بنود اتفاقية 29 حزيران/يونيو، وكانت حرية الإعلام والصحافة من ضمن تلك البنود. ووقع حينها الاختيار على اليوسفي من قبل الحركة الكردية المتمثلة بالحزب الديمقراطي الكردستاني لنشر وتوضيح أهداف الحركة الكردية وشرح مطالب وحقوق الشعب الكردي لعموم الشعب العراقي. فقام بتأسيس وإصدار جريدة التآخي في بغداد حيث كان هو أول من شغل منصب رئيس تحريرها. انتقل اليوسفي مع عائلته في بدايات سنة 1967 من بلدة الشرقاط إلى بغداد ليستقر هناك. وخلال ترأسه جريدة التآخي كان يعاونه في هيئة التحرير كل من السادة حبيب محمد كريم، نجيب بابان، محمد سعيد الجاف، عبد الله سعيد إضافة إلى المهندس شوكت عقراوي وآخرون. كما قام اليوسفي بإصدار ملحقا لجريدة التآخي باللغة الكردية تدعى برايه تى (التآخي).

## قيام انقلاب 17 تموز/يوليو سنة 1968
في الـ 17 تموز/يوليو من سنة 1968 م قام حزب البعث العربي الاشتراكي بانقلاب أدّى إلى الإطاحة بنظام الرئيس عبد الرحمن عارف. فسلّم عبد الرحمن عارف السلطة للانقلابيين بدون إراقة دماء وتم تنصيب أحمد حسن البكر رئيسا للجمهورية وكلّف عبد الرزاق النايف بتشكيل الوزارة. كانت العلاقة ما بين اليوسفي وأقطاب النظام الجديد متوترة وهذا التوتر اشتد عندما التقى اليوسفي باعتباره موفدا من القيادة الكردية بصدام حسين في لقاء عمل امتد لساعات. وترجع أسباب هذا التنافر الذي كان قائما بين اليوسفي وصدام حسين إلى مناقشة جرت في منزل أحمد حسن البكر خلال زيارة اليوسفي إليه في داره بمنطقة (علي صالح في بغداد) عقب نكسة حزيران سنة 1967 وصادف حينها وجود صدام حسين، حيث أبدى اليوسفي أسفه لخسارة الرئيس المصري جمال عبد الناصر الحرب مع إسرائيل وهذا الأمر أثار صدام حسين ورد عليه بأن عبد الناصر سياسي كلاسيكي ويفتقر إلى الحيوية ولا مستقبل له في صراعه مع إسرائيل إضافة إلى أنه ديكتاتور يجمع حوله نماذج فاسدة وضرب مثلا بنائبه علي صبري الذي قال أنه يعرفه منذ أيام لجوئه في القاهرة ما بين عامي 1959 - 1963 كما وصف عبد الناصر بأنه متعجرف وغبي وهنا رفض اليوسفي منطق وأسلوب صدام عن الرئيس المصري جمال عبد الناصر وقال له بلهجة ساخرة: من تكون أنت حتى تتطاول على هذا الزعيم وتشتمه؟ ثم استطرد قائلا أن كل عربي إذا كان عربيا يجب أن يحترم هذا الرجل ويؤيده. وهنا تدخّل البكر في فك هذا الحوار الجدلي بين اليوسفي وصدام وخفف من حدة النقاش بينهما.

## إعلان بيان 11 أذار سنة 1970

لعب اليوسفي في مستهل العهد الجديد دورا مؤثرا في محاولة تقريب وجهات نظر البعثيين مع وجهات الحزب الوطني الديمقراطي لصداقته المتينة مع رئيس الحزب السيد كامل الجادرجي وكذلك مع الحزب الشيوعي العراقي وذلك من أجل تعزيز الجبهة الوطنية. وكانت لقاءات اليوسفي مستمرة مع رئيس الجمهورية السيد أحمد حسن البكر والفريق الركن صالح مهدي عماش نائب رئيس الجمهورية ووزير الداخلية في الحكومة التي تشكلت عقب انقلاب يوم 17 تموز سنة 1968 حيث اقترح عماش ضرورة إشراك الحركة الكردية في القيادة الجديدة على أن تمثل باثنين أو ثلاثة ممثلين في مجلس قيادة الثورة المزمع تشكيله وأن يتم حل القضية الكردية حلا سلميا وإلى الأبد.
عندما بدا عبد الرزاق النايف مشاوراته لتشكيل الوزارة طلب حينها من اليوسفي باعتباره من الشخصيات الكردية البارزة الاشتراك في التشكيل الوزاري الجديد حيث دعي اليوسفي إلى القصر الجمهوري وطلب منه وبإلحاح استلام منصب وزاري مع السيد إحسان شيرزاد وألحّ نائب رئيس مجلس قيادة الثورة العراقي صدام حسين حينها على ضرورة مشاركة اليوسفي في الحكومة ضمن الوزراء الكرد الذين رشّحهم الملا مصطفى البارزاني. وأخبرهم اليوسفي آنذاك بأنه رجل حزبي ويجب أخذ موافقة قيادة الحزب على ذلك وطلب إمهاله فترة لاستلام رد الحزب فيما يتعلق بترشيحه لتسلم منصب وزاري في الحكومة العراقية الجديدة. وهكذا تم تأجيل إعلان التشكيل الوزاري لمدة يومين لحين استلام جواب اليوسفي وأخيرا رفض اليوسفي الاشتراك في الوزارة حيث كان لديه مطلب من جهة وهو أنه لن يشارك في الوزارة ما لم يكن التشكيل الوزاري ائتلافي تشارك فيه بقية القوى والأحزاب الوطنية التقدمية والقومية. وكان هذا الأمر حسب رأي اليوسفي الصيغة المثالية لتجاوز الأزمة والظروف السيئة في البلاد. ومن جهة أخرى رفض الملا مصطفى البرزاني أيضا إشراك اليوسفي في الوزارة بعد مشاوراته مع أعضاء حزبه حيث فضل عدم ترشيح اليوسفي إلى الوزارة وإنما كلّفه بإدارة صحيفة التآخي الناطقة باسم الحزب الديمقراطي الكردستاني وكذلك مسؤولية الفرع الخامس للحزب ومقره في بغداد.
وفي 30 تموز/يوليو أي بعد 13 يوماً من الانقلاب قام حزب البعث العربي الاشتراكي بانقلاب ثان أطاح به بحكومة النايف. وفي عام 1969 بدأ الاقتتال يتجدد ما بين الحكومة العراقية وبين الحركة الكردية، بعدها عبرت الحكومة العراقية في نفس السنة عن استعدادها لحل القضية الكردية بصورة سلمية ورحبت القيادة الكردية بعرض الحكومة العراقية لإجراء المفاوضات. فأرسلت الحكومة العراقية وفدا لزيارة القيادة الكردية في 31 كانون الأول/ديسمبر من سنة 1969 برئاسة الفريق حماد شهاب رئيس أركان الجيش وعبد الخالق السامرائي (عضو القيادة القومية لحزب البعث) والفريق الركن سعدون غيدان وغيرهم ممن كانوا ضمن وفد الحكومة العراقية. وبعد هذه الجولة من المفاوضات غادر الوفد الحكومي وبدأت بعدها القيادة الكردية باجتماعات مكثفة لمناقشة النقاط التي تم بحثها مع وفد الحكومة العراقية بالإضافة إلى تشكيل وفد من أعضاء القيادة الكردية يقوم بإدارة المفاوضات مع الحكومة المركزية وكان من بين أعضاء الوفد كل من صالح اليوسفي، نوري شاويس، محمود عثمان، محسن دزيي، دارا توفيق، نافذ جلال ومحمد محمود عبد الرحمن. وفي 9 كانون الثاني/يناير من سنة 1970 غادر الوفد الكردي مدينة راوندوز بطائرات مروحية إلى القاعدة الجوية في مدينة كركوك. ومن هناك تم نقلهم إلى مدينة بغداد بطائرة خاصة وتم استقبال الوفد من قبل كبار المسؤولين في مطار الرشيد وكان من بينهم الفريق حماد شهاب رئيس أركان الجيش. وعلى مدار أسبوع كامل جرت المفاوضات ما بين وفد القيادة الكردية مع الحكومة العراقية ولكن من دون التوصل إلى أي اتفاق ثم غادر الوفد الكردي مدينة بغداد عائدا إلى مقر القيادة الكردية وبدأت بعد ذلك جولة أخرى من المفاوضات تمت في المنطقة الخاضعة لسيطرة الأكراد وكان يرأس وفد الحكومة العراقية في هذه المفاوضات الفريق الركن الطيار حردان التكريتي وعاد هذا الوفد إلى بغداد من دون التوصل إلى أية نتيجة في المفاوضات. وبعد عدة جولات من المفاوضات بين القيادة الكردية والحكومة العراقية لم يتم التوصل إلى أية نتيجة حاسمة لحل القضية الكردية في العراق.
وفي أوائل شهر آذار/مارس من سنة 1970 م بدأت الحكومة العراقية مرة أخرى بمحاولة الاتصال بالقيادة الكردية لحل القضية الكردية حلا سلميا عارضة زيارة نائب رئيس مجلس قيادة الثورة صدام حسين للقيادة الكردية من أجل التوصل إلى حل، ورحبت القيادة الكردية بمبادرة الحكومة العراقية. في 9 أذار قام نائب رئيس مجلس قيادة الثورة صدام حسين بزيارة القيادة الكردية على رأس وفد كبير واستمرت المحادثات يومين كاملين في منطقة ناوبردان تم خلالها عقد اجتماعات مكثقة بين كلا الطرفين. وفي ليلة العاشر من شهر آذار/مارس تم الاتفاق بين الملا مصطفى البارزاني وصدام حسين (نائب رئيس مجلس قيادة الثورة) وأقرّت فيها الحكومة العراقية على حق الشعب الكردي في العراق بالحصول على الحكم الذاتي ولكن بقيت هناك بعض نقاط الخلاف بين الجانبين التي لم تحل خاصة مسألة كركوك. وفي الصباح الباكر ليوم 11 آذار/مارس غادر بالسيارات كل من وفد الحكومة العراقية الذي كان يترأسه صدام حسين ووفد القيادة الكردية الذي كان يضم في عضويته كل من إدريس البارزاني ومسعود البارزاني نجلي زعيم الحركة الكردية الملا مصطفى البارزاني وأعضاء القيادة الكردية من اللجنة المركزية وهم كل من السادة صالح اليوسفي، الدكتور محمود عثمان، حبيب محمد كريم، سامي محمود وغيرهم قرية ناوبردان متجهين إلى بلدة راوندوز. ومن رازندوز انتقلوا بطائرات مروحية إلى مدينة كركوك ثم توجهوا بعد ذلك إلى مدينة بغداد فأقام الوفد الكردي في فندق بغداد.
وفي الساعة الثامنة من مساء يوم 11 آذار/مارس أعلن الرئيس العراقي أحمد حسن البكر نص البيان للشعب العراقي وذلك من دار الإذاعة والتلفزيون العراقي وأعلن قيام اتفاقية سلام بين الحكومة المركزية والقيادة الكردية. وفي اليوم التالي أي 12 آذار نظمت مسيرة في منطقة الباب الشرقي في بغداد احتفالا بهذه المناسبة حضرها كل من رئيس الجمهورية السيد أحمد حسن البكر ونائب رئيس مجلس قيادة الثورة صدام حسين وكبار المسؤلين الحكوميين. أما عن الجانب الكردي فقد حضرها نجلي البارزاني إدريس بارزاني ومسعود بارزاني وصالح اليوسفي، محمود عثمان، نوري شاويس، محسن دزيي، دارا توفيق وغيرهم من السادة المشاركين وتشابكت الأيادي معا في ظل ابتهاج جماهيري.

## تقلد اليوسفي للمناصب السياسية

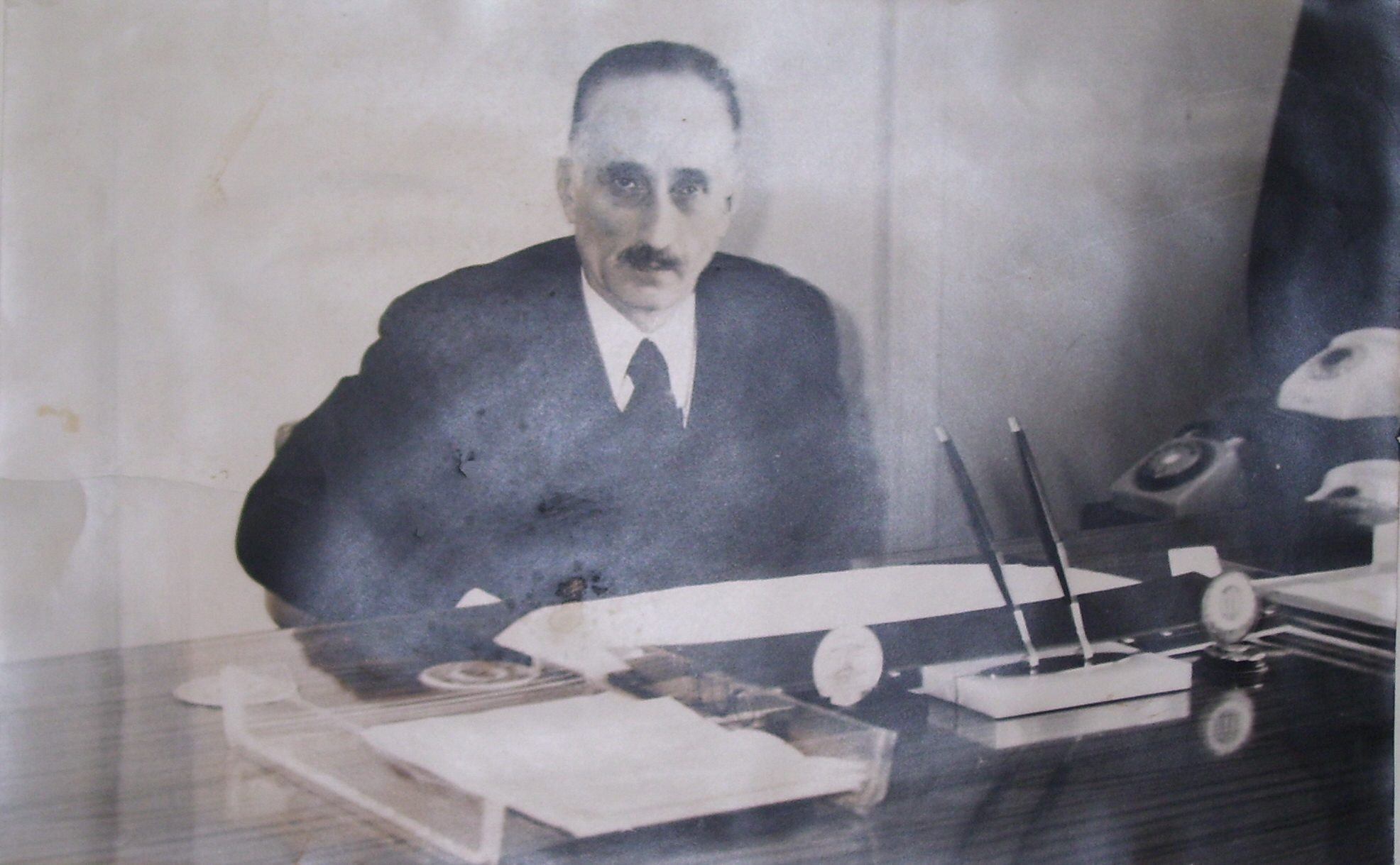
صالح اليوسفي وهو جالس في مكتبه أثناء توليه إحدى الحقائب الوزارية

بعد توقيع اتفاقية السلام بدأ الحكومة العراقية بالتشاور مع الجانب الكردي لتشكيل الوزارة الجديدة وتم الاتفاق على إعطاء خمس حقائب وزارية إلى الكرد، وشغل اليوسفي منصب وزير دولة في الحكومة الجديدة. وبالإضافة إلى اليوسفي فقد شغل كل من السادة:
- نافذ جلال حويزي - وزيرا للزراعة.
- نوري شاويس - وزيرا للإسكان.
- محمد إحسان عبد الرحمن - وزيرا لشؤون الشمال.
- إحسان شيرزاد - وزيرا للبلديات.

بالإضافة إلى منصبه الوزاري في الحكومة العراقية كان اليوسفي مسؤولا عن الفرع الخامس للحزب الديمقراطي الكردستاني في بغداد وترأس كذلك اتحاد الأدباء والكتاب الكرد في بغداد ورئاسة جمعية الثقافة الكردية، كما انتخب رئيسا لمجلة شمس كردستان (روژ كردستان) التي دائما ما كان يكتب افتتاحيتها، وكانت تصدر باللغتين الكردية والعربية. وكان اليوسفي أيضا رئيسا لتحرير مجلة ستيره (النجمة) للأطفال (باللغة الكردية) وهي أول مجلة كردية تصدر للأطفال إضافة إلى مسؤولية إشرافه على اتحاد الطلبة والشبيبة الكردستانيين وإشرافه على اتحاد الجمعيات الفلاحية والعمالية الكردستانية. وتولّى اليوسفي كذلك منصب نائب رئيس جمعية الصداقة والتعاون العراقية السوفيتية، كما اختير عضوا في مجلس السلم والتضامن العراقي، وعضو لجنة السلام المشرفة على تطبيق بنود اتفاقية آذار وكذلك عضو غير متفرغ في مجلس التخطيط التربوي ومسؤول مشرف على المنظمات الكردستانية والاتحادات المهنية. وكذلك اشترك اليوسفي في العديد من المؤتمرات والندوات الإقليمية والعالمية. كما شارك اليوسفي في تشيع جثمان الرئيس المصري الراحل جمال عبد الناصر ممثلا عن الحركة الكردية.
وكان لليوسفي علاقات ودية مع رؤوساء الدول العربية كالرئيس السوري الراحل حافظ الأسد، والرئيس التونسي الراحل الحبيب بورقيبة والرئيس الليبي معمر القذافي والرئيس الفلسطيني الراحل ياسر عرفات وولي عهد دولة الكويت سعد العبد الله السالم الصباح والزعيم اللبناني كمال جنبلاط. كما كان له مكانة خاصة لدى قادة الحزب الشيوعي السوفيتي حتى أن السفير السوفيتي في بغداد كان دائماً ما يزور اليوسفي.
أعيد انتخاب اليوسفي لعضوية المكتب السياسي للحزب الديمقراطي الكردستاني في المؤتمر السابع للحزب الذي عقد في 1 تموز/يوليو من سنة 1970 في قرية نازبردان. أدت محاولة اغتيال الزعيم الكردي الملا مصطفى البارزاني في يوم 29 أيلول/سبتمبر من سنة 1971 والتي اتهمت فيها أجهزة الأمن التابعة للحكومة العراقية إلى زعزعة ثقة الجانب الكردي بنوايا الحكومة العراقية.
لم تنقطع زيارت اليوسفي لعدد من الشخصيات الوطنية والقومية العربية والديمقراطية في العراق والتي كانت الحكومة العراقية تفرض حصارا عليها وكان نائب رئيس مجلس قيادة الثورة في العراق آنذاك صدام حسين يتلقى التقارير عن نشاطات اليوسفي وزياراته المتكررة إلى منزل حسين جميل أحد أقطاب الحزب الوطني الديمقراطي وناجي طالب رئيس وزراء العراق الأسبق والدكتور إبراهيم كبة الوزير الأسبق وصديق شنشل أحد قادة حزب الاستقلال. وفي أحد الاجتماعات التي عقدت بين وفدي حزب البعث العربي الاشتراكي ووفد الحزب الديمقراطي الكردستاني تكلم صدام حسين مع اليوسفي الذي كان حاضرا مع الوفد الكردي في هذه الاجتماعات معاتبا إياه على هذه الزيارات فرد عليه اليوسفي مبتسماً إنهم أصدقائي أزورهم بالمناسبات وأسلم عليهم وهذا من حقي وواجب علي ولكني لا أفهم مسألة ادعائك بالاستقطاب الذي تتحدث عنه...ماذا تعتقد برأيك هل يقبل حسين جميل أو صديق شنشل الانخراط بحزبنا...هؤلاء رجال البلد وخدموا العراق حسب إمكانياتهم سواء نتفق أو نختلف ثم لا تنس نحن الكرد أصحاب الوفاء ونتميز عن غيرنا بأننا لا ننسى أصدقاءنا وهنا سكت نائب رئيس مجلس قيادة الثورة صدام حسين ولم يرد بكلمة.

## تدهور العلاقة مابين الحركة الكردية والحكومة العراقية
في أواخر سنة 1973 م ومطلع سنة 1974 م بدأت المفاوضات مرة أخرى بين القيادة الكردية والحكومة العراقية لإيجاد صيغة نهائية للحكم الذاتي المتفق عليه إبان اتفاقية آذار لسنة 1970 وكانت جلسات المفاوضات تعقد مرة في الأسبوع وكان يمثل الجانب الكردي في هذه المفاوضات كل من إدريس البارزاني، صالح اليوسفي، محمود عثمان، نوري شاويس، سامي عبد الرحمن، حبيب محمد كريم، إحسان شيرزاد ودارا توفيق ومن جانب الحكومة العراقية كل من نائب رئيس مجلس قيادة الصورة صدام حسين وغانم عبد الجليل، عدنان الحمداني. وكذلك بعض أعضاء قيادة الحزب الشيوعي العراقي وهم مكرم طالباني وكريم أحمد.
بذلت الحكومة العراقية جهودا مكثقة في الأشهر الثلاثة الأولى من سنة 1974 لشق الحزب الديمقراطي الكردستاني واستمالت عناصر قيادية منه وقد فاتح السيد نعيم حداد (وهو من القياديين البعثيين) اليوسفي بالانشقاق عن البرزاني وتعيينه بأي منصب وزاري يختاره فكان رد اليوسفي على عرض نعيم حداد التالي  كاكه نعيم... إذا كنت أنت عضوا في مجلس قيادة الثورة والقيادة القطرية للحزب فإن البعثيين رفاقك يقولون أنك من أصول غير عراقية وغير عربية وبصراحة يتهمونك بأنك أحوازي إيراني؟ فماذا سيقولون عني إذا خنت حزبي ومبادئي وأنا المعروف بأنني كردي أبا عن جد. وهنا لزم نعيم حداد الصمت.
بالإضافة إلى ذلك كانت الحكومة العراقية تماطل في إيجاد حل لقضية كركوك وقد أصبحت عندها الهوة ما بين الحكومة العراقية والقيادة الكردية شاسعة. وحاول اليوسفي بكل جهوده للوصول إلى حل مقبول لضمان الحقوق القومية للشعب الكردي حسب اتفاقية آذار، كما اقترح بأن يبادر أحد أنجال الملا مصطفى البارزاني إدريس أو مسعود بزيارة موسكو لبذل الجهود لمنع استئناف القتال بين كلا الجانبين ولكن لم يجد مقترح اليوسفي أي صدى لأن الملا مصطفى البارزاني كان يعتقد بأن مصير المهمة سيكون الفشل.

## انتهاء الهدنة وتجدد القتال
في 11 آذار/مارس من سنة 1974 م أصدرت الحكومة العراقية مشروعها الخاص في الحكم الذاتي للأكراد من طرف واحد دون الرجوع إلى القيادة الكردية المتمثلة بالحزب الديمقراطي الكردستاني على إثر هذه الخطوة أحادية الجانب من قبل الحكومة العراقية قدم الوزراء الكرد المتواجدون في التشكيلة الوزارية للحكومة العراقية استقالاتهم من مناصبهم احتجاجا على هذا القرار وكان اليوسفي من بين هؤلاء الوزراء الذين قدموا استقالاتهم. أما من الجانب الكردي بدأت القيادة الكردية بتشكيل سلطة تنفيذية في المناطق الخاضعة لها والتي لم تكن تخضع لسيطرة الحكومة العراقية وتم توزيع المسؤوليات والمقاعد على هذا الأساس ومنح اليوسفي منصب رئيس الأمانة العامة للعدل والأوقاف. وفي الـ 20 من شهر نيسان/أبريل من نفس السنة بدأت الحكومة العراقية بشن حملة عسكرية على المناطق التي تخضع لسيطرة الحركة الكردية. أما عوائل أعضاء القيادة الكردية فإنهم لم يسلموا من اضطهاد الحكومة العراقية وكانت عائلة اليوسفي من بين تلك العائلات التي تلقت الاضطهاد من قبل الحكومة العراقية حيث تم نقلها مع مجموعة من عائلات أعضاء القيادة الكردية إلى مدينة أربيل ومنها إلى مدينة شقلاوة القريبة منها وبعدها تم إجبار تلك العائلات على السير على الأقدام باتجاه المواقع التي تقع ضمن سيطرة الحركة الكردية وبعد طول معاناة وصلت تلك العائلات إلى المناطق التي تخضع تحت سيطرة الحركة الكردية وبعدها تم نقلهم إلى إيران خوفا من القصف الذي كانت تقوم بها قوات الحكومة العراقية للمناطق الخاصعة لسيطرة الحركة الكردية. وبعدها وصلت تلك العائلات إلى مدينة خانة الإيرانية وتم إدخال أغلبهم إلى مستشفيات تلك المدينة، ثم نـُقل قسم من تلك العوائل الكردية من مدينة خانة إلى مدينة شنوه حيث كان هناك معسكر خاص للاجئين الكرد وتم نقل القسم الآخر منهم إلى مدينة نغدة وكان من بينهم عائلة اليوسفي.

## التوقيع على اتفاقية الجزائر

استمرت العمليات العسكرية بشكل إيجابي لصالح الحركة الكردية وتكبّدت قوات الحكومة العراقية خسائر فادحة جراء هذه المعارك وهذا مادفع الحكومة العراقية إلى عقد اتفاقية مع إيران برعاية الرئيس الجزائري هواري بومدين وذلك لوقف الدعم الذي كانت تقدمه إيران للحركة الكردية ضد الحكومة العراقية. وفي 6 آذار/مارس من سنة 1975 تم عقد الاتفاقية وذلك بحضور كل من صدام حسين (نائب رئيس مجلس قيادة الثورة في العراق) وشاه إيران محمد رضا بهلوي حيث تنازلت العراق بموجب هذه الاتفاقية عن نصف شط العرب لصالح إيران مقابل وقف دعمها للحركة الكردية في الشمال. وبعد التوقيع على الاتفاقية توقف الدعم الإيراني للحركة الكردية المسلحة ولكن على الرغم من ذلك فقد استمر القتال بين الطرفين واحتفظت القيادة الكردية حينها بثلاث مراكز قيادية وهي:
- منطقة بالك (حاجي عمران) شرق محافظة أربيل بقيادة نجلي الملا مصطفى البارزاني إدريس ومسعود.
- منطقة بنجوين والتي تقع شرق محافظة السليمانية بقيادة نوري شاويس (عضو المكتب السياسي).
- مناطق بهدينان والتي كانت تشمل محافظتي دهوك ونينوى بقيادة صالح اليوسفي.[46][47]

عرض اليوسفي على البارزاني تزويده بأربعة رسائل شخصية موجهة إلى الرئيس السوري حافظ الأسد وإلى ليونيد بريجنيف زعيم الاتحاد السوفياتي والرئيس المصري أنور السادات والزعيم الفلسطيني ياسر عرفات.
وعبر عن استعداده للذهاب إليهم وطلب وساطتهم نظرا للعلاقات الشخصية التي تربطه بهؤلاء القادة ولم يعترض البارزاني على طلب اليوسفي هذا ولكنه طلب من اليوسفي إمهاله فترة قصيرة من الوقت للنظر في الموضوع والمداولة فيه وبعد عدة أيام زار اليوسفي في مقره في قرية بابكرا وفدٌ من البارزاني والتقوا باليوسفي ليبلغوه رد البرزاني حول طلبه فأخبروه أن شاه إيران لا يقبل بمثل هذا التحرك السياسي في هذا الوقت مهما كلف الأمر. وفي يوم 19 آذار من سنة 1975 قرر زعيم الحركة الكردية المسلحة الملا مصطفى البارزاني إنهاء التمرد المسلح الذي قاده ضد الحكومة العراقية بشكل مفاجئ وأعلنت قيادة الحركة الكردية ليلة 22 آذار انتهاء الحركة المسلحة.

نص البرقية الجوابية والمرسلة من قبل اللواء الركن عبد المنعم الربيعي قائد فرقة المشاة الثامنة، عبد المنعم الربيعي في سنة 1975

بعدها توافدت جموع غفيرة من المقتالين الكرد الذين التحقوا بالحركة الكردية أثناء الحرب مع الحكومة العراقية في مدينة نغدة الإيرانية والذين صدموا بقرار إنهاء القتال مع الحكومة العراقية. وأعربت الغالبية العظمى منهم وخصوصا طبقة الطلبة والموظفين بأن وجودهم في إيران بلا معنى وأعربوا عن رغبتهم بالرجوع إلى العراق وهنا صمم اليوسفي بأنه لن يدعهم يرجعون نحو مصير مجهول ولذلك قرر بعد أخذ رأي وموافقة البرزاني استدعاء أحد الضباط العراقيين الأسرى وهو الملازم أول يعقوب عبد الكريم وسلمه اليوسفي رسالة شخصية منه إلى القيادة العراقية معربا فيها عن استعداده للحضور إلى بغداد والتفاوض مع الحكومة العراقية ثم أطلق سراح هذا الضابط. وبعد أيام قليلة على إطلاق سراح الضابط وصلت إلى مقر البرزاني برقية جوابية موجهة إلى اليوسفي وبتوقيع اللواء الركن عبد المنعم الربيعي قائد فرقة المشاة الثامنة وقد جاء في نص البرقية التالي: "إن بلدنا في هذه الظروف بحاجة إلى خدمات كافة المخلصين من أجل حقن الدماء وسد الفجوة التي أحدثتها ظروف القتال ونسأل الله أن يوفقنا جميعا لما فيه الصلاح لخير هذا البلد والتعاون المتحد من أجل بناء مادمرته الحرب. وعندها طلب الملا مصطفى البرزاني من السيد محسن دزيي التوجه فورا إلى مقر إقامة اليوسفي في مدينة نغدة الإيرانية وإعلامه بمضمون هذه البرقية والطلب القدوم فورا للاجتماع به. بعد وصول دزيي إلى منزل اليوسفي في مدينة نغدة الإيرانية اجتمعا معا لعدة دقائق ثم غادرا سويا عائدين إلى بلدة حاج عمران في العراق حيث يوجد مقر البرزاني. فور وصول اليوسفي إلى مقر البرزاني اجتمع الاثنان معا على انفراد وأمضى اليوسفي الليلة كلها مع البرزاني.

## رجوع اليوسفي إلى العراق
في 21 آذار/مارس من سنة 1975 غادر اليوسفي مقر البرزاني متوجها نحو العمق العراقي أما عائلته المتواجدة في مدينة نغدة الإيرانية فقد قررت هي الأخرى إلى الرجوع للعراق بعد أيام من مغادرة اليوسفي. وبعد وصول عائلة اليوسفي إلى مدينة بعقوبة مركز محافظة ديالى العراقية تم إرسال العائلة بصورة منفردة عن باقي عائلات اللاجئين العائدين من إيران حيث تم إيصالهم إلى فندق بغداد في منطقة الكرادة في بغداد ليفاجؤوا بوجود صالح اليوسفي هناك الذي أخبرهم بأنه محتجز في هذا الفندق منذ وصوله إلى بغداد. وقد طلب عدة مرات مقابلة رئيس الجمهورية أحمد حسن البكر أو نائب مجلس قيادة الثورة صدام حسين لكنهم لم يسمحوا له بذلك. وبدلاً من ذلك قابل فقط بعض المسؤولين الحكوميين والحزبيين الذين قاموا بزيارته عدة مرات ودار بينهم نقاش حول مطالب الحركة الكردية وأسباب اندلاع الحرب بين الطرفين والفرص الممكنة لإجراء المفاوضات والمباحثات الجدية لإيجاد أفضل الحلول لكلا الطرفين والشعبين المتآخيين. وذكر اليوسفي بأن البرزاني على استعداد لفتح صفحة جديدة وإجراء المفاوضات الجدية لما فيه صالح الشعبين. ولكن بعد عدة جلسات مع المسؤولين استلم اليوسفي الجواب النهائي من القيادة العراقية وقيل له بأنه من السيد رئيس الجمهورية أحمد حسن البكر شخصيا، وكان الجواب بأنهم يعتبرون أن التمرد الكردي قد انتهى وأصبحوا لا يعترفون بعد الآن بأي ممثل عن القيادة المهزومة. بقي اليوسفي وعائلته في فندق بغداد محتجزين لعدة أيام أخرى ثم جاء أمر القيادة العراقية بالسماح بنقلهم إلى منزلهم الكائن في مدينة الشرطة الأولى. تم وضع اليوسفي تحت الإقامة الجبرية وتحت مراقبة أمنية مشددة حيث كان هناك عناصر من الأمن مقيمين داخل المنزل الذي يسكنه وعلى مدار 24 ساعة. وكانوا يقومون بتسجيل اسم أي زائر لبيت اليوسفي. استمرت هذه الإقامة الجبرية لمدة سنة ثم تم رفعها وسحب عناصر الأمن من منزل اليوسفي.

## حياة اليوسفي في بغداد
واصل اليوسفي نضاله وكفاحه من أجل القضية الكردية في العراق ولهذا فقد بعث برسالة مطوّلة مكونة أربعين صفحة إلى رئيس الجمهورية السيد أحمد حسن البكر شرح له فيها وبالتفصيل آراءه حول ما جرى. كما واصل كفاحه السري ضد نظام الحكم في العراق والذي كان يقوده حزب البعث العربي الاشتراكي. ولهذا فبعد عدة اجتماعات ولقاءات سرية مع القياديين والأعضاء المشاركين في ثورة أيلول/سبتمبر من سنة 1975 م أسّس صالح اليوسفي الحركة الاشتراكية الديمقراطية الكردستانية في شهر أيار/مايو من سنة 1976 وبمساعدة كل من علي العسكري، علي هزار، خالد سعيد، رسول مامند، حاكم نظام الدين كلي، ملا ناصح، الشيخ محمد شاكلي، قادر شورش، ماموستا أمين قادر، أحمد فقي رش، أحمد كرده، مقدم عزيز عقراوي، كاردرو كلالي، سعد عبد الله، سيد سليم راوندوزي إضافة إلى عدد من الكوادر العسكرية مثل سعدي كجكة، الملازم طاهر علي والي، النقيب عثمان، سيد كاكه، مام ياسين والعريف عثمان وأعضاء آخرين. وانتخب اليوسفي سكرتيرا لهذه الحركة (الحزب) وكتب البيان الأول لهذه الحركة بخط يده. وبعد مدة قصيرة من تأسيس الحزب داخل مدينة بغداد قامت هذه الحركة بإرسال مفرزة من البيشمركة في 8 آب/أغسطس من سنة 1976 إلى جبال إقليم كردستان العراق بإمرة علي عبد الله العسكري.
خلال شهر آب/أغسطس من عام 1978 استلم صالح اليوسفي دعوة خاصة لحضور جلسة انعقاد المؤتمر الثقافي الكردي في بغداد باعتباره المؤسس الأول لجمعية الثقافة الكردية فرفض اليوسفي هذه الدعوة وجاء في رد الدعوة: إنني أعتقد ان الظروف والأوضاع الحالية لا تتوفر فيها الشروط والإمكانيات المتاحة لانعقاد مؤتمر طبيعي ينبثق منه اختيار مسؤولية شرعية تجسد إرادة الاتحاد كما ينبغي ولا سيما أنه لا يزال بعض الأخوة الأعضاء البارزين وغيرهم مبعدين من أماكنهم الأصلية إلى المناطق الجنوبية منذ أكثر من ثلاث سنوات خلافا حتى لمضمون بيان العفو العام، لذلك أرى من المصلحة تأجيل انعقاد المؤتمر ريثما تتوفر الظروف والشروط الطبيعية لذلك. وقد أحجمت عن الحضور والإسهام لهذا السبب.

صورة من كتاب اتحاد الأدباء الأكراد بدعوة اليوسفي لحضور المؤتمر الخامس للاتحاد في بغداد عام 1978.
صورة من رد اليوسفي على دعوة اتحاد الأدباء الأكراد ورفضه حضور المؤتمر في بغداد عام 1978.

وفي خريف نفس السنة وقبل انعقاد جلسات القمة العربية التي عقدت في بغداد في أعقاب اتفاقية كامب ديفيد بين مصر وإسرائيل والتي حضرها معظم زعماء المنطقة العربية قامت الحكومة العراقية باحتجاز اليوسفي في مديرية الأمن العامة لفترة قبل انعقاد المؤتمر وخلاله وحتى انتهائه ولمدة قاربت الشهر. وذلك لمنع اليوسفي من الاتصال ببعض القادة العرب الذين كانت تربطهم علاقة صداقة مع اليوسفي. وبتاريخ 8 آب/أغسطس من سنة 1979 توحّدت الحركة الاشتراكية الديمقراطية الكردستانية مع اللجنة التحضيرية للحزب الديمقراطي الكردستاني بقيادة الدكتور محمود عثمان وعناصر أخرى وتأسس الحزب الاشتراكي الكردستاني الموحد وأصبح اليوسفي سكرتيرا للحزب. عندها أرسل اليوسفي رسالة بهذه المناسبة من بغداد في خريف من سنة 1979 إلى أصدقائه مباركا لهم هذه الخطوة الكبيرة.
كان منزل اليوسفي في بغداد بمثابة المقر السري لرئيس ومؤسس الحزب الاشتراكي الكردستاني فقد كان اليوسفي يعطي منه توجيهاته إلى باقي أعضاء قيادة الحزب الموجودين في الجبال أو في خارج العراق. وفي فترة نهاية السبعينيات وحيث كانت تدور المفاوضات بين قيادة هذا الحزب وبين الحكومة العراقية كان اليوسفي ومن داخل بيته في قلب مدينة بغداد وبشكل سري تماما يدير هذه المفاوضات ويبعث بتوجيهاته للقيادة بواسطة علي هزار ويخاطبهم بالرموز د.ر.ط المحترمون.
وفي إحدى مراحل المفاوضات أعطى اليوسفي تعليماته لأعضاء قيادة الحزب في الخارج ببحث النقاط التالية خلال المفاوضات:
1. تجريد الفصائل الكردية المتعاونة مع الحكومة العراقية والتي كان يطلق عليها اسم الجيوش من سلاحها وبشكل فوري.
2. إعادة المهجرين إلى قراهم.
3. إنهاء الظروف الاستثنائية في كردستان وإعادة الوضاع الطبيعية ليتسنّى لمؤسسة الحكم الذاتي القيام بدورها الطبيعي المرتكز على الأسس التالية:
  1. تصفية عناصر المؤسسات الحالية وإبدالها بالعناصر الخيرة.
  2. منح المؤسسات الصلاحيات الحقيقية.
  3. إعادة النظر في توسيع إطارها بحيث تشمل المناطق التي تشكل الأكثرية الكردية المطلقة كما ورد في بيان 11 أذار/مارس.

وفي محور آخر ركز اليوسفي على إعادة المرحلين والمهجرين إلى قراهم الأصلية وتعويضهم عما لحق بهم من أضرار وإعادة الدراسة باللغة الكردية إلى جميع المناطق التي شملتها منذ عام 1970 م. وحول إعادة النظر في ضم بعض تلك الأقضية والنواحي التي تشكل أكثرية كردية مطلقة إلى منطقة الحكم الذاتي فكان رأي اليوسفي هو:
1. ضم قضائي عقرة وشيخان وضم الأقسام الكردية المطلقة في أقضية سنجار وتلعفر والحمدانية من محافظة نينوى إلى محافظة دهوك.
2. ربط الأجزاء الكردية من محافظة كركوك آلتون كوبري وشوان بمحافظة أربيل.
3. ربط أقضية جمجمال، كلار، طوز خورماتو، كفري وخانقين بمحافظة السليمانية أو تشكيل محافظة كردية جديدة في إطار الحكم الذاتي تضم إليها تلك الأقضية.

وبعدها توالت الرسائل بين كلا الطرفين ولكن من دون التوصل إلى نتيجة مرضية لكليهما.

## نهاية اليوسفي

آخر صورة لصالح اليوسفي في ربيع سنة 1981 في حديقة داره متوسطاً ابنتيه

في 16 تموز/يوليو من سنة 1979 تسلّم نائب رئيس مجلس قيادة الثورة العراقي صدام حسين زمام السلطة في العراق فقام صالح اليوسفي بإرسال مذكرة إلى الرئيس العراقي صدام حسين بتاريخ 30 تموز/يوليو من سنة 1980 وكانت المذكرة تتكوّن من إحدى عشرة صفحة. وبعد اندلاع الحرب العراقية الإيرانية في شهر أيلول/سبتمبر من سنة 1980 طلبت الحكومة العراقية من اليوسفي الكتابة ضد نظام الحكم الجديد في إيران ولكن اليوسفي اعتذر من طلب الحكومة العراقية.
وقبل اغتيال اليوسفي بعدة أشهر نقلت الحركة الكردية من مسعود البرزاني أخبارا إلى اليوسفي بأن حياته أصبحت مهددة وأن عليه مغادرة مدينة بغداد، حيث حضر إلى اليوسفي شخص يدعى عبدي شرانشي وأخبره برسالة مسعود برزاني له وأعرب عن استعداده لمرافقته إلى حيث تتواجد قوات الحركة الكردية. فتداول اليوسفي هذا الموضوع مع أفراد عائلته وقرر أن يدرس ترتيبات هذه المسألة لاحقا وبشكل يضمن سلامة الجميع.
وفي سنة 1981 وقبل اغتيال اليوسفي بشهر زار رئيس جهاز المخابرات العراقية برزان التكريتي منزل اليوسفي في بغداد لكي يبدي اليوسفي رأيه بالحرب التي كانت ما بين العراق وإيران فأجابه اليوسفي بأنه ليس لديه رأي في هذا الموضوع وقال لبرزان التكريتي لكني أستطيع أن أبدي رأيي حول عمليات التهجير والتنكيل التي تمارسونها من مدينة خانقين إلى مدينة زاخو وهنا ارتبك رئيس جهاز المخابرات العراقي وحين بادر بالقيام للانصراف اصطدم بالطاولة التي أمامه وكاد يسقط على الأرض من شدة ارتباكه وغضبه.

التمثال الذي أقيم لصالح اليوسفي في مدينة زاخو

في 25 حزيران/يونيو من سنة 1981 م وفي الساعة الحادية عشرة صباحا جاء ساعي بريد إلى منزل صالح اليوسفي وطرق باب المنزل ففتح اليوسفي الباب فسلمه الساعي طردا على شكل رسالة بريدية ثم بدأ اليوسفي يوقع على مستند التسليم لهذه الرسالة البريدية المسجلة وبعدما ذهب ساعي البريد بثواني انفجر الطرد البريدي.
وعلم فيما بعد أن ساعي البريد كان أحد منتسبي مديرية الأمن العامة برتبة مفوض ويعمل في الشعبة الثالثة المخصصة لمكافخة النشاط الكردي وأنه تم تفجير الطرد عن بعد من قبل مجموعة أخرى كانت تنتظر الساعي داخل سيارة نوع بيك آب خلف بيت اليوسفي. بعد الانفجار سقط اليوسفي على الأرض ولكنه ظل واعيا وكانت يده اليمنى التي وقع فيها إيصال التسليم هي أشد ما تضرّرت ورغم جراحاته كان يحاول النهوض وعجز عن الكلام لشدة الجراح التي أصيب بها بسبب الانفجار. هرعت زوجته وبناته إليه وأخذن زوجته يستنجدن بالمارة وبالجيران الذين تجمعوا بعد سماعهم صوت الانفجار. ثم بادر الجيران إلى إيقاف إحدى السيارات المارة وحملوا اليوسفي بها ومعه زوجته قاصدين مستشفى اليرموك وأدخلوه إلى قسم الطوارئ. وبعد دقائق من دخوله غرفة العمليات، حضرت سيارة خاصة تابعة للأمن وخرج منها بعض الرجال وانتظروا في المستشفى إلى أن تأكدوا من وفاة اليوسفي.
وفي الساعة الثانية عشرة ظهراً أي بعد ساعة من تفجير الطرد الملغم توفي اليوسفي متأثرا بالجراح البالغة التي أصيب بها. بعد وفاته طلبت عائلته من السلطات الموافقة على نقل جثمانه إلى مدينة زاخو وكان ذلك رغبة وتوصية منه وفي حال رفض السلطات ذلك فإن عائلته ستطلب من الجهات الحكومية بنقل جثمانه إلى مدينة كربلاء لدفنه هناك. ولكن السلطات وافقت على طلب العائلتة بدفن جثمان اليوسفي في مدينة زاخو. وسار موكب الجثمان ليلا إلى المدينة مع عائلته وأقربائه ووصلوا إليها فجرا وتمت إجراءات دفنه في ذلك الصباح في مقبرة مدينة زاخو تحت مراقبة شديدة من أفراد الأمن العراقي. وبعد عدة أشهر من اغتيال اليوسفي قررت عائلة اليوسفي ترك مدينة بغداد والسكن في مدينة زاخو.
هذا وقد أقيم لصالح اليوسفي تمثال في مدينته زاخو التي دفن بها تكريماً له وتخليداً لذكراه.

## معرض الصور

صورة لهوية الأحوال المدنية العراقية لصالح اليوسفي صادرة في سنة 1980
نص الرسالة الأولى التي بعثها اليوسفي من بغداد إلى قادة الحزب الاشتراكي الكردستاني (باقي الصفحات)
نص الرسالة الثانية التي بعثها اليوسفي من بغداد إلى قادة الحزب الاشتراكي الكردستاني (باقي الصفحات)
نص الرسالة التي بعثها اليوسفي إلى الرئيس العراقي صدام حسين بتاريخ 30 تموز من سنة 1980 (باقي الصفحات)
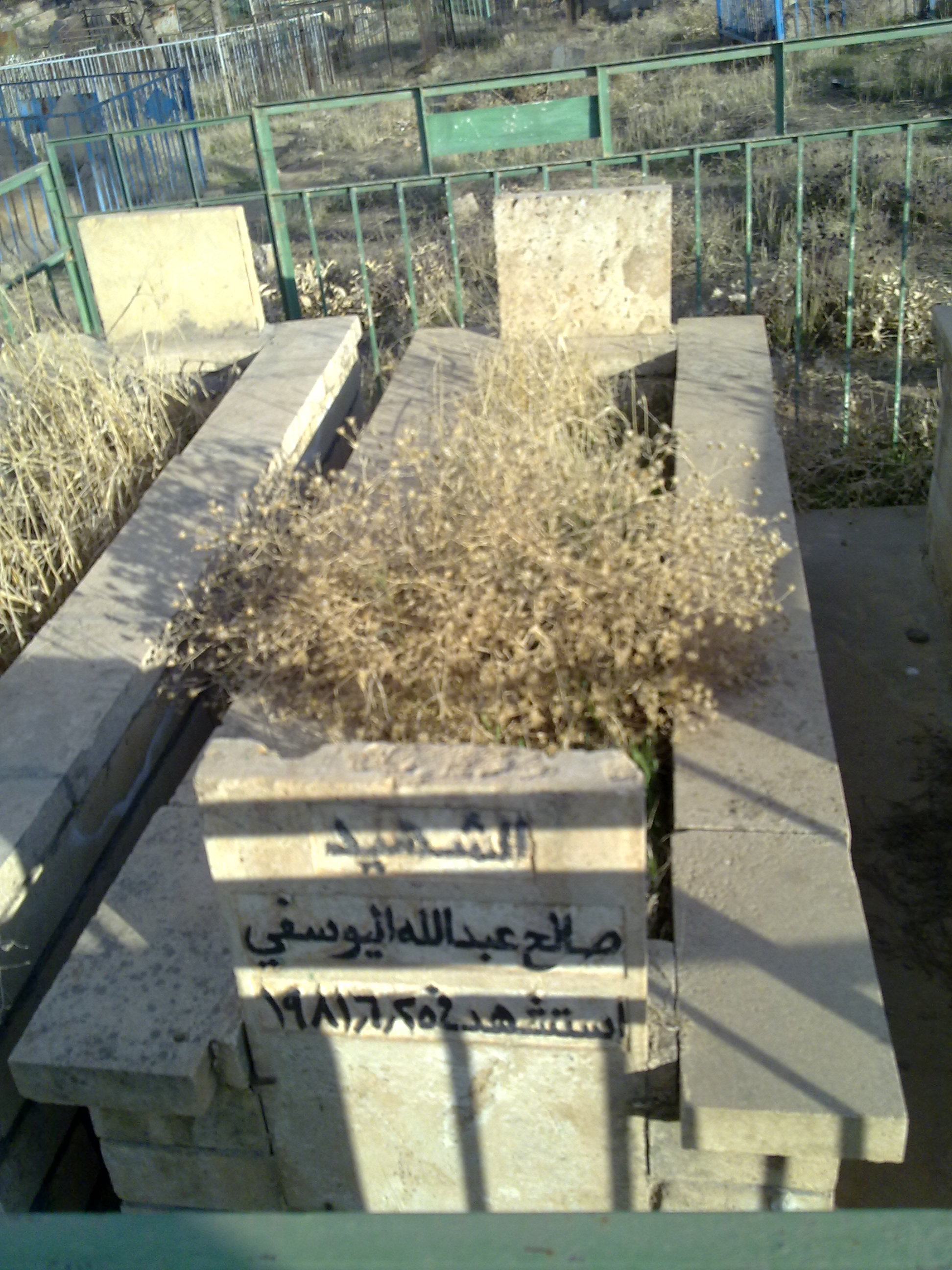
قبر صالح اليوسفي في مقبرة مدينة زاخو (صور أخرى)
صالح اليوسفي في مطار بغداد الدولي وإلى يمينه الوزراء سامي عبد الرحمن، هشام شاوي، مرتضى الحديثي وعامر عبد الله.
صالح اليوسفي في إحدى الاحتفالات الرسمية ويظهر إلى يساره نعيم حداد وخلفه مكرم طالباني.
صالح اليوسفي وهو يتوسط مجموعة من الشخصيات الكردية في منطقة آزادي.
صالح اليوسفي وإلى يمينه إدريس البرزاني.
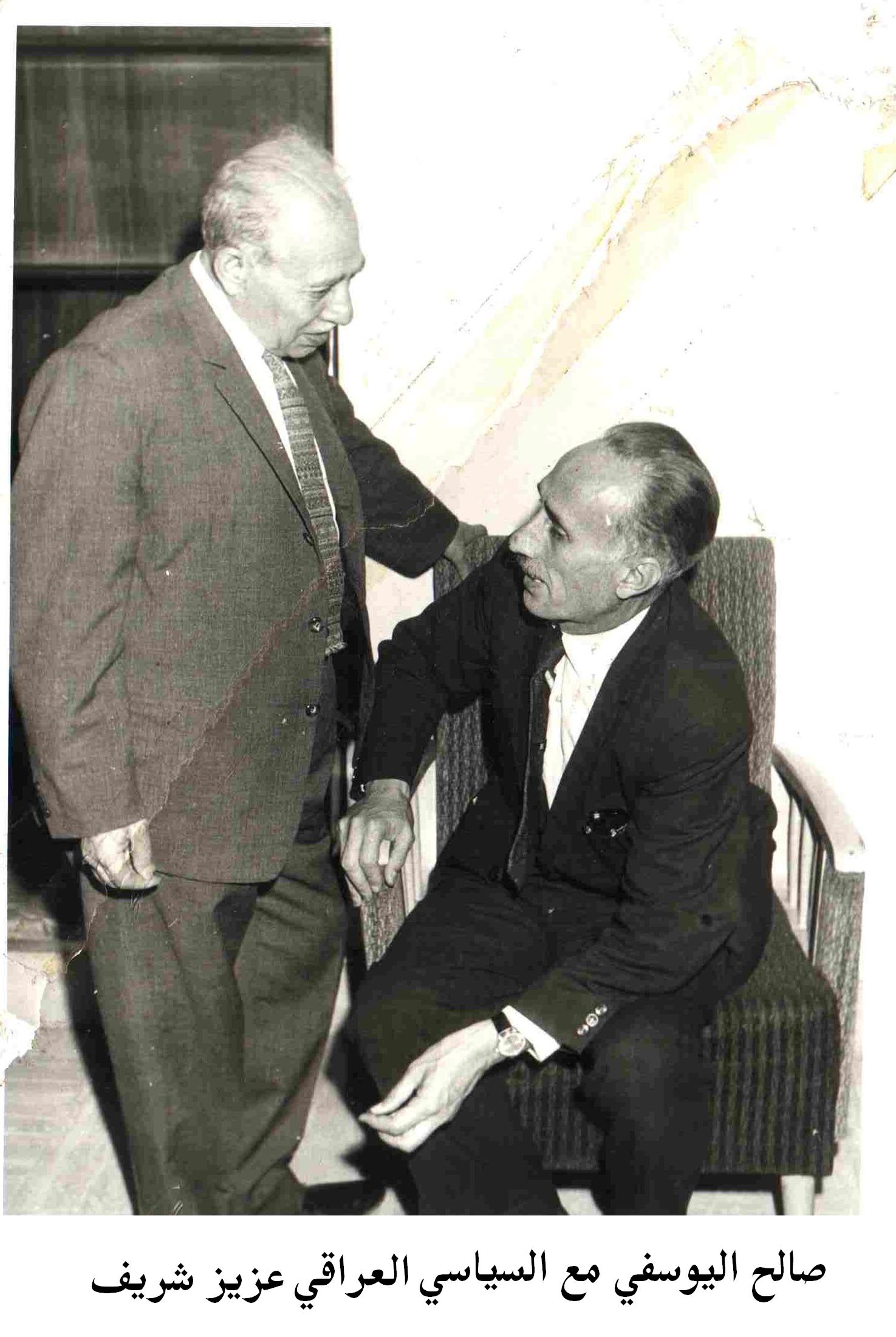
صالح اليوسفي مع السياسي العراقي عزيز شريف.
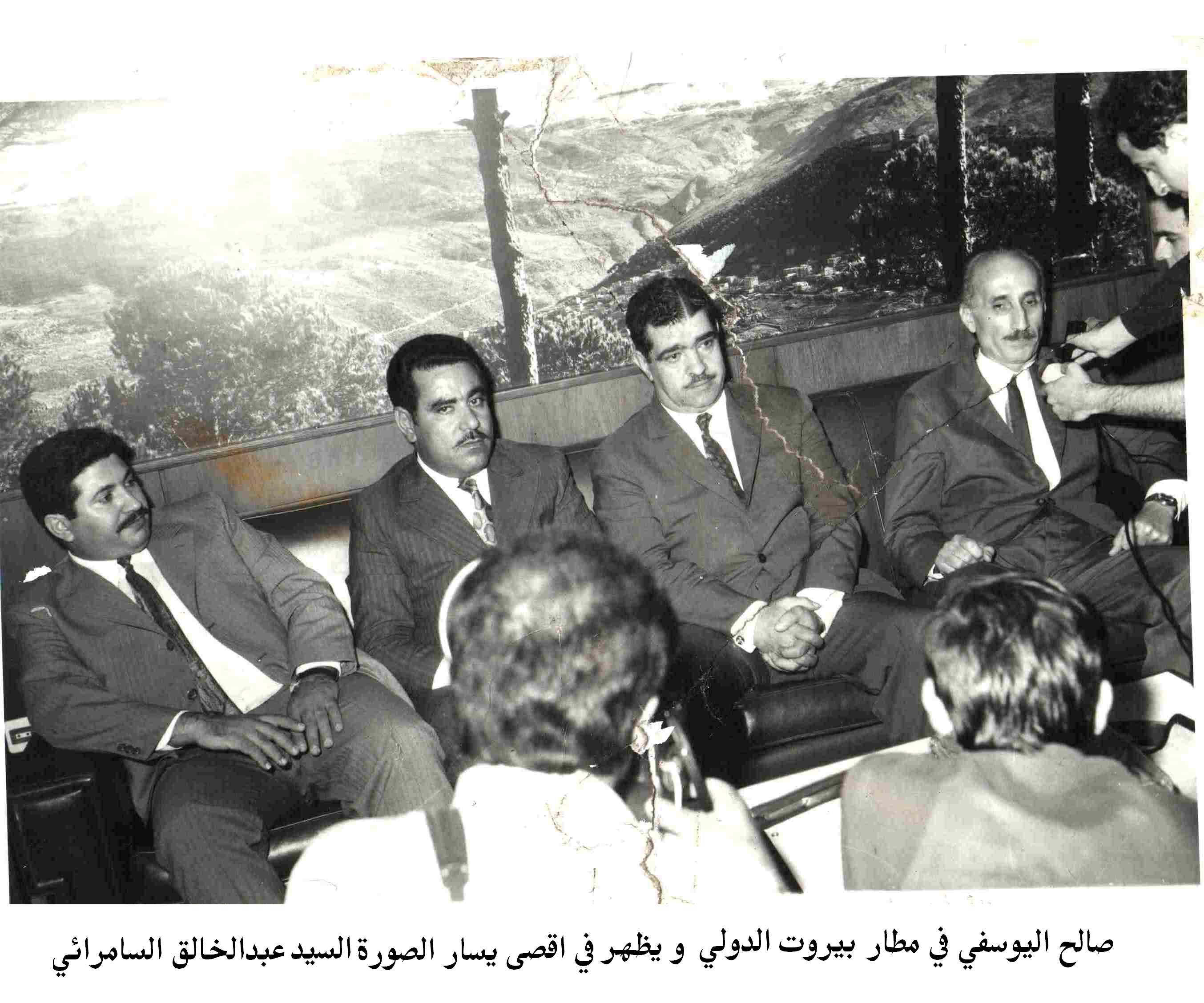
صالح اليوسفي في مقابلة صحفية في مطار بيروت ويظهر في أقصى يسار الصورة عبد الخالق السامرائي.
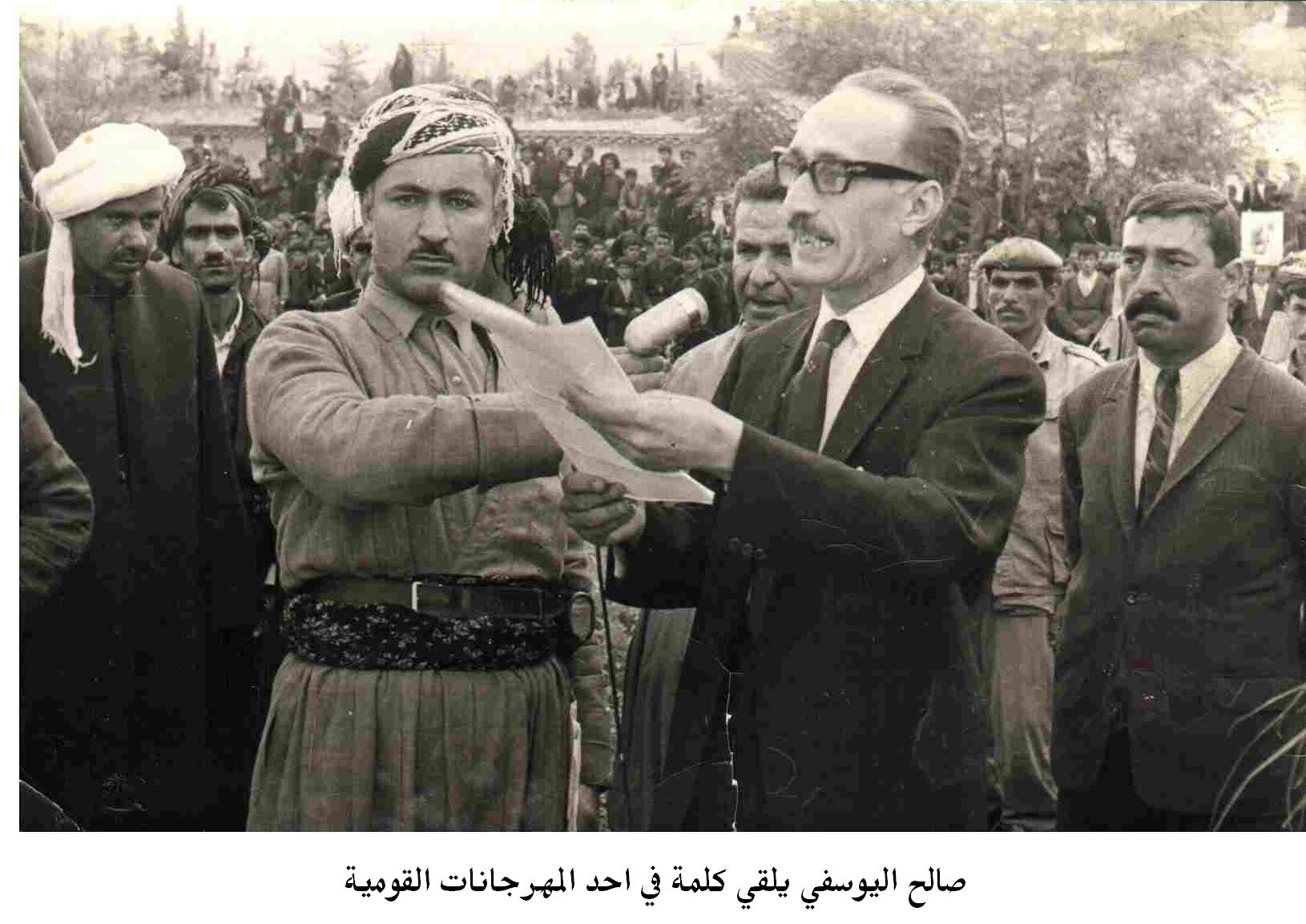
صالح اليوسفي يلقي كلمة في إحدى المهرجانات القومية.
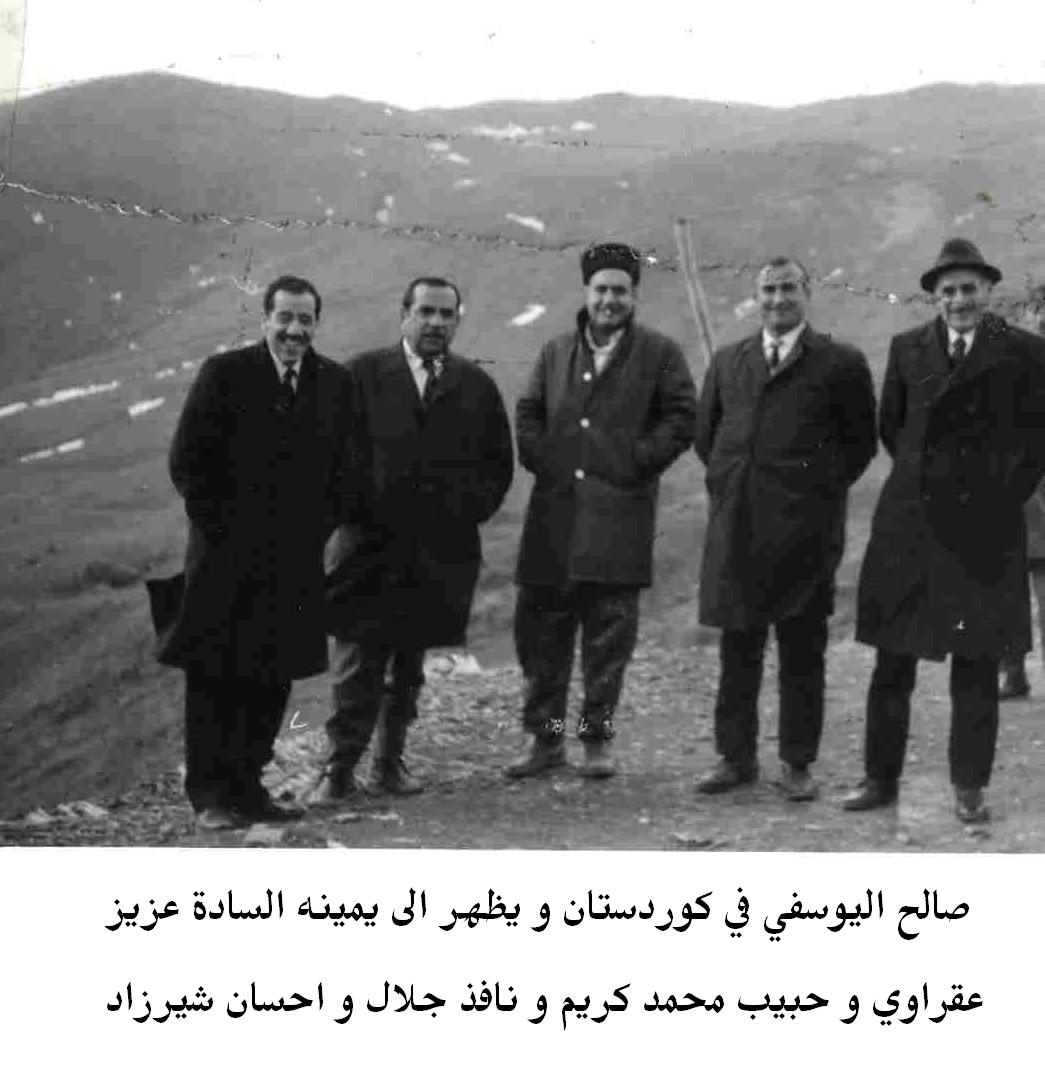
صالح اليوسفي في جبال إقليم كردستان العراق ويظهر إلى يمينه عزيز عقراوي وحبيب محمد ونافذ جلال وإحسان شيرزاد.
صالح اليوسفي يلقي خطابا في إحدى المناسبات.
صالح اليوسفي يستقبل السيد كاميران بدرخان في حاج عمران.
صالح اليوسفي بين مسعود البرزاني وإدريس البرزاني الظاهرين في الصورة مرتديين للزي الكردي.